# Dzisna (ort)
Dzisna (vitryska: Дзісна) är en stad i Belarus.   Den ligger i voblasten Vitsebsks voblast, i den norra delen av landet, 190 km norr om huvudstaden Horad Mіnsk. Dzisna ligger 113 meter över havet och antalet invånare är 1 537.

## Natur
Terrängen runt Dzisna är mycket platt. Trakten är glest befolkad. Det finns inga andra samhällen i närheten. 